# Aeroportul Murrin Murrin
Aeroportul Murrin Murrin (IATA: WUI, ICAO: YMMI) este un aeroport din Australia de Vest, Australia.
Situat la o altitudine de 471 m, aeroportul dispune de o singură pistă. Este operat de Minara Resources⁠(d).